# Соболевский, Рышард
Рышард Соболевский (пол. Ryszard Sobolewski; 18 марта 1930, Польша, Варшава, Рембертув — 9 июля 2005, г. Краков) — польский актёр кино, телевидения и озвучивания, режиссёр. Театральный режиссёр («Вечер исповеди» — 1967).

## Биография

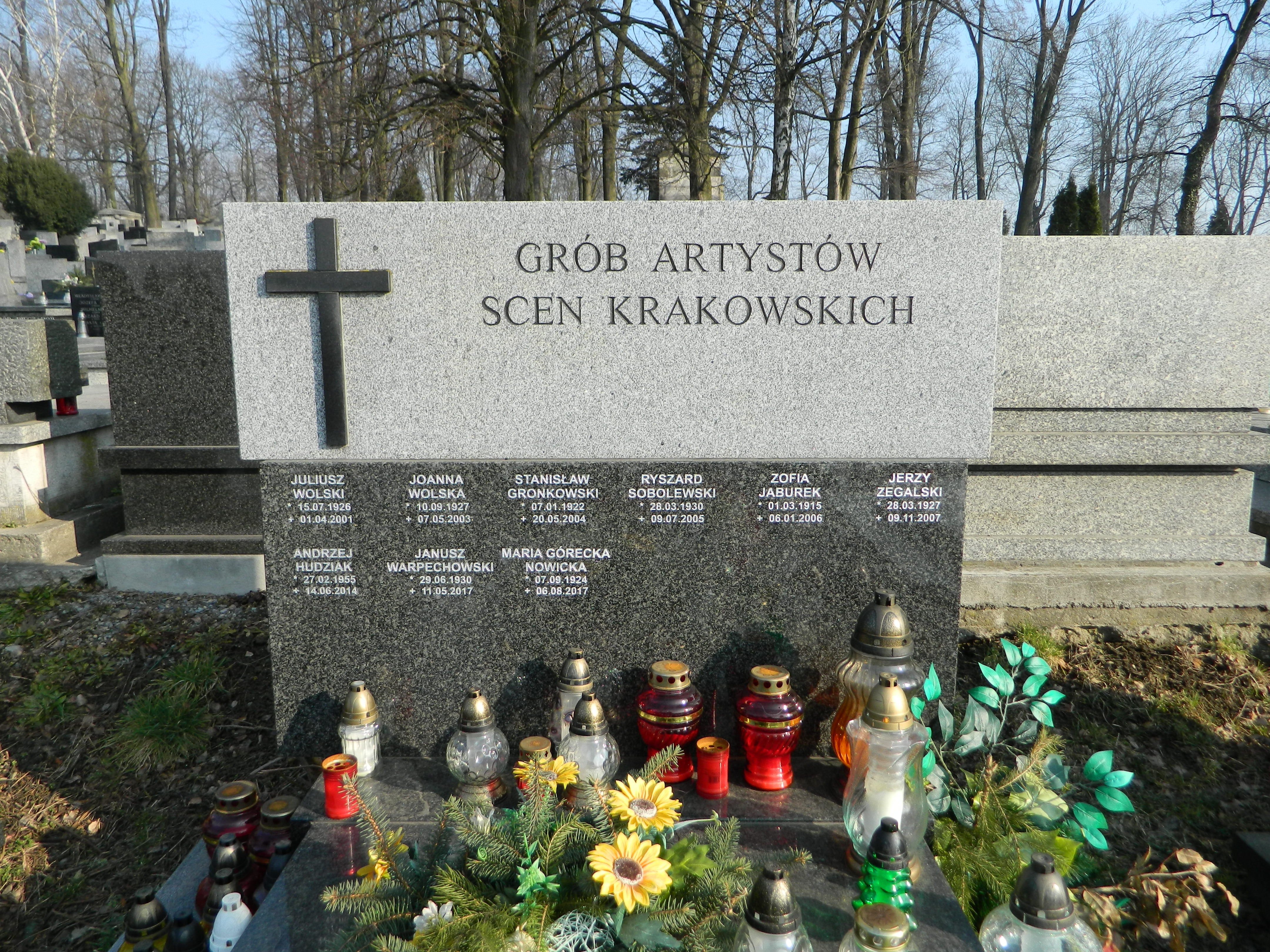
Grób Ryszarda Sobolewskiego na Cmentarzu Salwatorskim w Krakowie

Рышард родился 18 марта 1930 г.р. в Польше, в столице Варшава города Рембертув.
В 1955 году окончил Государственный художественный институт в Киеве. Его театральный дебют состоялся 11 февраля 1956 года. Выступал в театрах Познани, Лодзи, Щецина, Катовице и Кракова.
Ушел из жизни 9 июля 2005 года в польском городе Краков в возрасте 75-ти лет. Похоронен на Сальваторском кладбище в Кракове (сектор J, ряд 1, могильный номер — 18).

## Фильмография
- Второй человек в качестве личного в Новой Гуте (1961)
- Ставки больше, чем жизнь , как адъютант генерала (Эпизод 1), (1967)
- Горячая жизнь в роли офицера гестапо Рунге дель Дитрих (эпизод 5), (1978)
- Где бы вы ни были, господин президент … в роли генерала Роммеля (1978)
- Раш в качестве генерал-губернатора (1980)
- Polonia Restituta в качестве члена Верховного народного совета (1980)
- Фантазия мажор — минор в роли Виктора, друга Кароля (1981)
- Polonia Restituta в качестве члена Верховного народного совета (эпизод 5), (1982)
- Каникулы с Мадонной в качестве пастора (1983)
- Идол в качестве редактора издательства (1984)
- Побойовиско в роли UB-ek (1984)
- Вырос как отец Баси (эпизоды 3 и 4), (1987)
- Преступник в роли Шимона Войнаровского (эпизоды 1, 3-4 и 6), (1988)
- Teatrum может многое здесь сделать в роли Ягелло (1988)
- Ветер с востока (Vent d’est) в роли солдата армии Смысловского (1992)
- Три дня до победы — профессор Магиэльски (эпизод 5), (1993)
- Легенда Татр в роли кузнеца Факла (1994)
- Перепись прелюбодей в качестве бывшего ректора (1994)
- Истории любви — епископ (1977)
- В Липнице Великой как герой (1999)
- Плебания в роли Павла Горынюка (эпизоды: 29, 40, 74, 90, 158—161, 326—329, 331, 332, 334, 506, 510) — (2000—2005)
- Две любви — Ян Качмарек (2002)
- Медовые годы в роли Ежи Забельского, общественного хранителя памятников (эпизод 130), (2003)
- Pensjonat pod Różą в роли Хенрика Милевича, жениха Галины (эпизод 4), (2004)

## Озвучивание
- Озвучка ветряных мельниц (1961)
- Че — история Гевары (El 'Che' Guevara) в роли Винсенте (польский дубляж), (1968)
- Лектор по космонавтике (1969)
- Беатрис Ченчи в роли Франсиско Ченчи (польский дубляж), (1969)
- Марзения Кохосне (Szerelmi álmok — Лист) в роли Ференца Листа (польский дубляж), (1970)
- С Новым годом (Ирония судьбы, или С легким паром!) В роли Ипполита Георгиевича (польский дубляж), (1975)
- Читатель сецессии (1993)
- Голос за кадром «Любовь века» (1993)
- Озвучка королевского замка Вавель (1994)
- Кое-что о том, чтобы забыть лектора (1994)
- Читатель постмодернизма (1994)
- Мальчевский и читатель польского символизма (1995)
- Хвала моему Господу моему учителю (1997)
- Три похороны Казимира Великого (1998)
- Настоящий читатель крестного отца (1998)
- Всегда в Европе учитель (2000)
- Сокровища Ясной Гуры. Лектор «Люди и подарки» (полный цикл), (2001—2003)
- Преподаватель (2000)

## Книгография
- Ukrainskai͡a USSR i zarubezhnye sot͡sialisticheskie strany. — Naukova dumka, 1965. — 420 с.
- Lolliĭ Aleksandrovich Balandin. Na stsene i za kulisami: Put' teatra «Krasnyi fakel» (1920—1970). — Zapadno-Sibirskoe knizhnoe izd-vo, 1972. — 330 с.
- Театр. — Искусство, 1980. — 1232 с.
- Shakespeare Quarterly. — Folger Shakespeare Library, 1991. — 396 с.